# Zaine Pierre
Zaine Pierre est un footballeur international sainte-lucien, né le 21 septembre 1993 à Dennery. Il évolue au poste de milieu de terrain au NK Novigrad, en deuxième division croate.

## Biographie
Il rejoint l'équipe professionnelle trinidadienne de Williams Connection en 2010. A seulement 16 ans, il est immédiatement promu en équipe senior avec laquelle il participe à 20 matchs de championnat et inscrit un but pour sa première saison.
Le 18 avril 2012, il signe un contrat de quatre ans avec le club italien du Genoa CFC

## Buts internationaux
|    | Date             | Lieu                                       | Adversaire                 | Résultat | Compétition                                         |
| -- | ---------------- | ------------------------------------------ | -------------------------- | -------- | --------------------------------------------------- |
| 1. | 6 septembre 2011 | Stade Beausejour, Gros Islet, Sainte-Lucie | Saint-Christophe-et-Niévès | 2-4      | Éliminatoires de la coupe du monde de football 2014 |